# Praga (gromada)
Praga (od 1 I 1970 Poddębice) – dawna gromada, czyli najmniejsza jednostka podziału terytorialnego Polskiej Rzeczypospolitej Ludowej w latach 1954–1972.
Gromady, z gromadzkimi radami narodowymi (GRN) jako organami władzy najniższego stopnia na wsi, funkcjonowały od reformy reorganizującej administrację wiejską przeprowadzonej jesienią 1954 do momentu ich zniesienia z dniem 1 stycznia 1973, tym samym wypierając organizację gminną w latach 1954–1972.
Gromadę Praga siedzibą GRN w Pradze utworzono – jako jedną z 8759 gromad na obszarze Polski – w powiecie łęczyckim w woj. łódzkim, na mocy uchwały nr 32/54 WRN w Łodzi z dnia 4 października 1954. W skład jednostki weszły obszary dotychczasowych gromad Praga i Chropy, ponadto parcelacja Byczyna z dotychczasowej gromady Zagórzyce oraz obszar lasów państwowych o powierzchni 487,15 ha z dotychczasowej gromady Bałdrzychów ze zniesionej gminy Poddębice powiecie łęczyckim, enklawa miasta Poddębice położona na terenie dotychczasowej gromady Praga powiecie łęczyckim oraz obszary dotychczasowych gromad Porczyny i Wylazłów ze zniesionej gminy Wierzchy w powiecie sieradzkim. Dla gromady ustalono 15 członków gromadzkiej rady narodowej.
1 stycznia 1956 gromada weszła w skład nowo utworzonego powiatu poddębickiego w tymże województwie.
1 stycznia 1958 z gromady Praga wyłączono resztówkę Byczyna, włączając ją do miasta Poddębice.
31 grudnia 1959 do gromady Praga przyłączono wieś Rąkczyn i wieś Byczyna ze znoszonej gromady Góra Bałdrzychowska.
31 grudnia 1961 do gromady Praga przyłączono wieś Józefka, wieś, kolonię, parcelę i osadę leśną Łężki, kolonię Wydzierki oraz wieś i kolinię Panaszew ze zniesionej gromady Przekora.
1 stycznia 1970 gromadę Praga zniesiono przez przeniesienie siedziby GRN z Pragi do Poddębic i zmianę nazwy jednostki na gromada Poddębice.